# Kristiansund Stadion
Kristiansund Stadion – stadion piłkarski w Kristiansund, w Norwegii. Został otwarty 17 września 1950 roku. Może pomieścić 4444 widzów. Swoje spotkania rozgrywają na nim piłkarze klubów Kristiansund BK i Kristiansund FK.
Stadion został otwarty 17 września 1950 roku. Obiekt od początku służył piłkarzom klubu Kristiansund FK („KFK”). W 2014 roku wprowadzili się na niego również piłkarze klubu Kristiansund BK („KBK”). W 2016 roku Kristiansund BK awansował do najwyższej klasy rozgrywkowej.
W 2013 roku stadion wyposażono w murawę ze sztuczną nawierzchnią. Po wprowadzeniu się zespołu Kristiansund BK w ciągu kilku lat przeprowadzono dalsze prace, m.in. powstały nowe trybuny i sztuczne oświetlenie. Przy rozbudowie inspirowano się wyglądem Deva Stadium (obiekt angielskiego klubu Chester FC).
W 2015 roku obiekt otrzymał nazwę „Kristiansund Stadion”.  Wcześniej znany był jako „Gressbanen” lub „KFK-banen”.